# Carmen Barbará
Carmen Barbará (Carme Barbará Geniés, Barcelona, 3 de julio de 1933) es una historietista e ilustradora española. Su personaje más célebre es la reportera Mary Noticias un personaje que revolucionó la imagen de las mujeres en el tebeo rompiendo con las historietas románticas al uso.

## Biografía

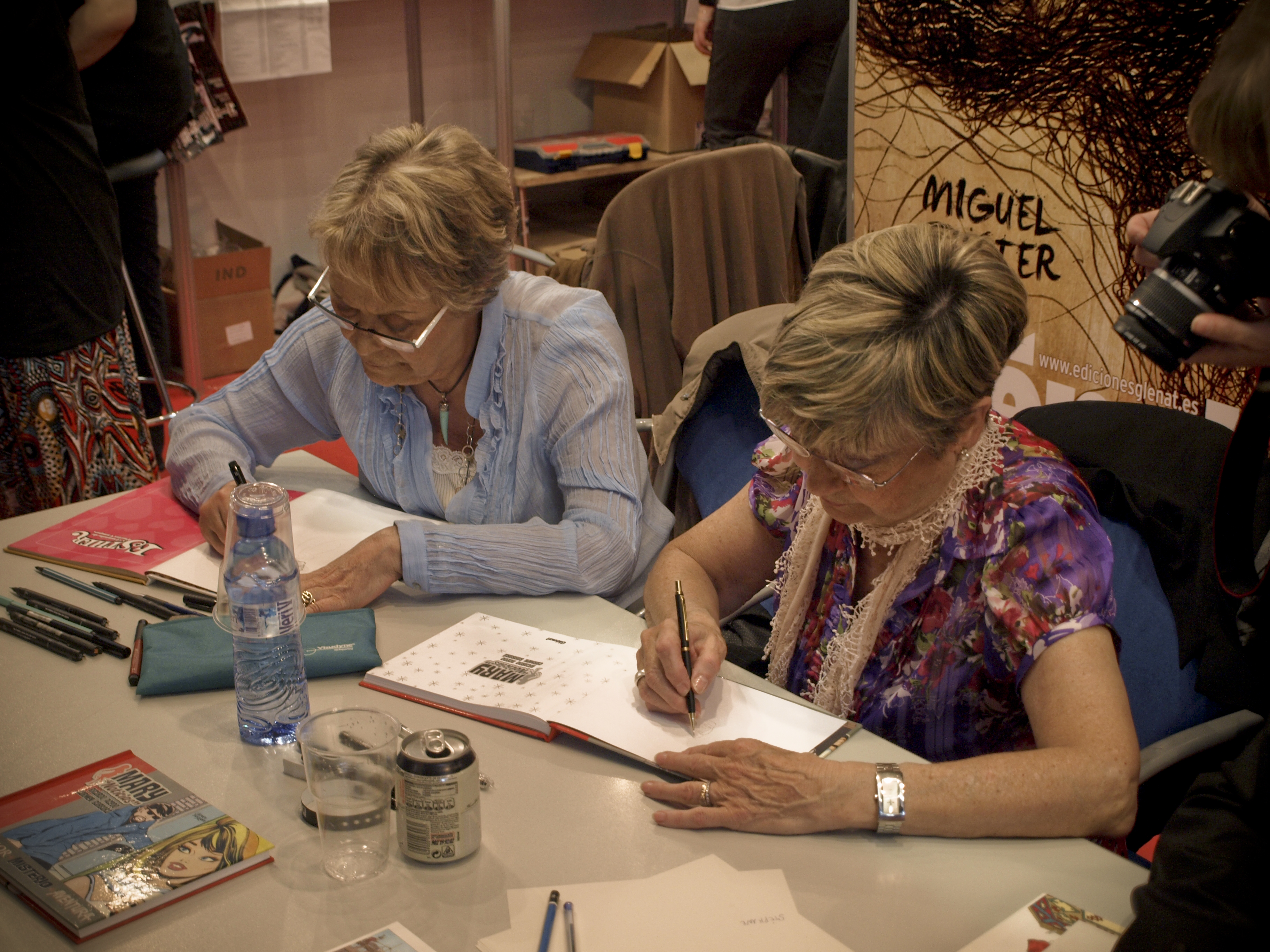
Purita Campos y Carmen Barbará en la ed. del 2010 del Salón Internacional del Cómic de Barcelona.

Nació en Barcelona en el seno de una familia en la que algunos de sus miembros eran muy aficionados al dibujo y la pintura.
Antes de dibujante de cómics era lectora: su preferido era Jorge y Fernando pero también compraba las revistas: Chicos, Mis Chicas, Maravillas y los cuadernos de El hombre Enmascarado. 
A los 14 años empezó a dibujar para una editorial que montó un compañero de la escuela. Después, a mediados de los 50 pasó a publicar cuentos de hadas para Ediciones Alberto Geniés propiedad de su primo.
Su siguiente trabajo después de trabajar en la editorial de Alberto Genié  fue el personaje de Luisa a la revista Florita para Editorial Plaza. 
Después dibujará para Ediciones Toray y sus cómics Mis Cuentos, Alicia, Cuentos de la Abuelita y Colección Azuzena. Para Editorial Bruguera dibuja en las publicaciones de cómic femenino: Sissi, Cuentos Rositas y Cuentos para niñas.
A partir de los años setenta, se centró en la ilustración. En Ibero Mundial dibujó para las colecciones Claro de Luna, Romántica i Marilin. También para esta editorial dibujó con guiones de Roy Mark (seudónimo de Ricardo Acedo) la serie Mary Noticias.
A través de agencias trabajó para el mercado internacional: Escocia, Francia, Inglaterra, Italia y Suecia.

### Mary Noticias
Su personaje más célebre es Mary Noticias, publicado entre 1962 y 1971 por Ibero Mundial. Se trata de un personaje que revoluciona la imagen de las mujeres en el tebeo rompiendo con las historietas románticas al uso. Mary trabaja como reportera de tele. Su libertad de movimientos no resultó indiferente a la censura de la época.
La colección empezó a publicarse el 21 de junio de 1962 y se editaron 484 números.

## Estilo
Carmen Barbará fue evolucionando desde cierta "blandura ñoña" propia del "tebeo maravilloso" al realismo más duro de la historieta sentimental-próxima.

## Vida personal
Casada y con dos hijos trabajó durante años en su propia casa mientras cuidaba de ellos. Se jubiló a los 65 años, en 1998.

## Obra
| Años | Título              | Guionista     | Tipo             | Publicación             |
| ---- | ------------------- | ------------- | ---------------- | ----------------------- |
| 1951 |                     |               | Serial           | Carmencita              |
|      |                     |               |                  | Colección Azucena       |
| 1953 | Luisa               |               | Serie            | Florita                 |
| 1955 |                     |               | Serial           | Mari Tere               |
| 1955 |                     |               | Serial           | Alicia                  |
| 1956 |                     |               | Serial           | Rosarito (Jobar)        |
| 1956 |                     |               |                  | Pinky (Jobar)           |
| 1956 |                     |               | Serial           | Tres Hadas              |
| 1956 |                     |               | Serial           | Graciela                |
| 1958 | Yo te contaré...    |               | Serie            | Florita                 |
| 1958 |                     |               | Serial           | Marta (Cliper)          |
| 1958 |                     |               | Serial           | Princesa Carolina       |
| 1958 |                     |               | Serial           | Lindaflor               |
| 1962 | Caterina            | Silvia Duarte | Historieta breve | Claro de Luna n.º 174   |
| 1962 | Mary Noticias       | Roy Mark      | Serial           | Ibero Mundial           |
| 1964 | Mary Noticias Extra | Roy Mark      | Serial           | Ibero Mundial           |
| 1964 |                     |               | Serial           | Cuentos Rosita Bruguera |